# 13a Divisió (Exèrcit Popular de la República)
La 13a Divisió va ser una de les divisions de l'Exèrcit Popular de la República que es van organitzar durant la Guerra Civil espanyola sobre la base de les Brigades Mixtes. No va tenir un paper rellevant durant la contesa.

## Biografia
La unitat va ser creada el 13 de març de 1937, en el front del centre. La divisió, que quedaria composta per les brigades mixtes 5a i 17a, comptava amb 6.718 homes i 13 peces d'artilleria. Va establir el seu lloc de comandament a Arganda. Al llarg de la contesa va romandre desplegada en el front del Centre, sense intervenir en operacions militars de rellevància. Durant la primavera de 1938 va passar a estar agregada durant algun temps al XVI Cos d'Exèrcit.

## Comandaments
Comandants
- tinent coronel de carrabiners Fernando Sabio Dutoit (des de març de 1937);[3]
- tinent coronel de carrabiners Hilario Fernández Recio (des de maig de 1937);[5][6]
- major de milícies Antonio Molina Vázquez (des de març de 1939);[1]

Comissaris
- Agustín Fraile Ballesteros, del PCE;[7]

Cap d'Estat Major
- comandant d'Infanteria Juan Berenguer Hernández;
- capità d'enginyers Juan Manzano Porqueres;
- capità de milícies Francisco Martínez Mota;

## Ordre de batalla
| Data             | Cos d'Exèrcit adscrit | Brigades Mixtes integrades | Front de batalla |
| ---------------- | --------------------- | -------------------------- | ---------------- |
| Març de 1937     | III Cos d'Exèrcit     | 5a i XIV                   | Centre           |
| Maig de 1937     | III Cos d'Exèrcit     | 5a i 17a                   | Centre           |
| Desembre de 1937 | III Cos d'Exèrcit     | 5a, 107a i 110a            | Centre           |
| Març de 1939     | III Cos d'Exèrcit     | 110a i 150a                | Centre           |